# Vale Park
Vale Park es un estadio de fútbol situado en la zona de Burslem, Stoke-on-Trent, Staffordshire, Inglaterra, y es el campo del Port Vale Football Club desde su inauguración en 1950. Tiene un aforo actual de 15695 espectadores y fue renovado entre 1989 y 1998 para convertirse en un estadio con asientos.